# Vranštica
Vranštica (en serbe cyrillique : Вранштица) est un village de Serbie situé dans la municipalité d'Aleksandrovac, district de Rasina. Au recensement de 2011, il comptait 41 habitants.

## Démographie
| 1948 | 1953 | 1961 | 1971 | 1981 | 1991 | 2002 | 2011 |
| ---- | ---- | ---- | ---- | ---- | ---- | ---- | ---- |
| 282  | 315  | 318  | 266  | 206  | 125  | 75   | 41   |

|  |